# Euxoa caucasica
Euxoa caucasica là một loài bướm đêm trong họ Noctuidae.